# أوبتيموس برايم

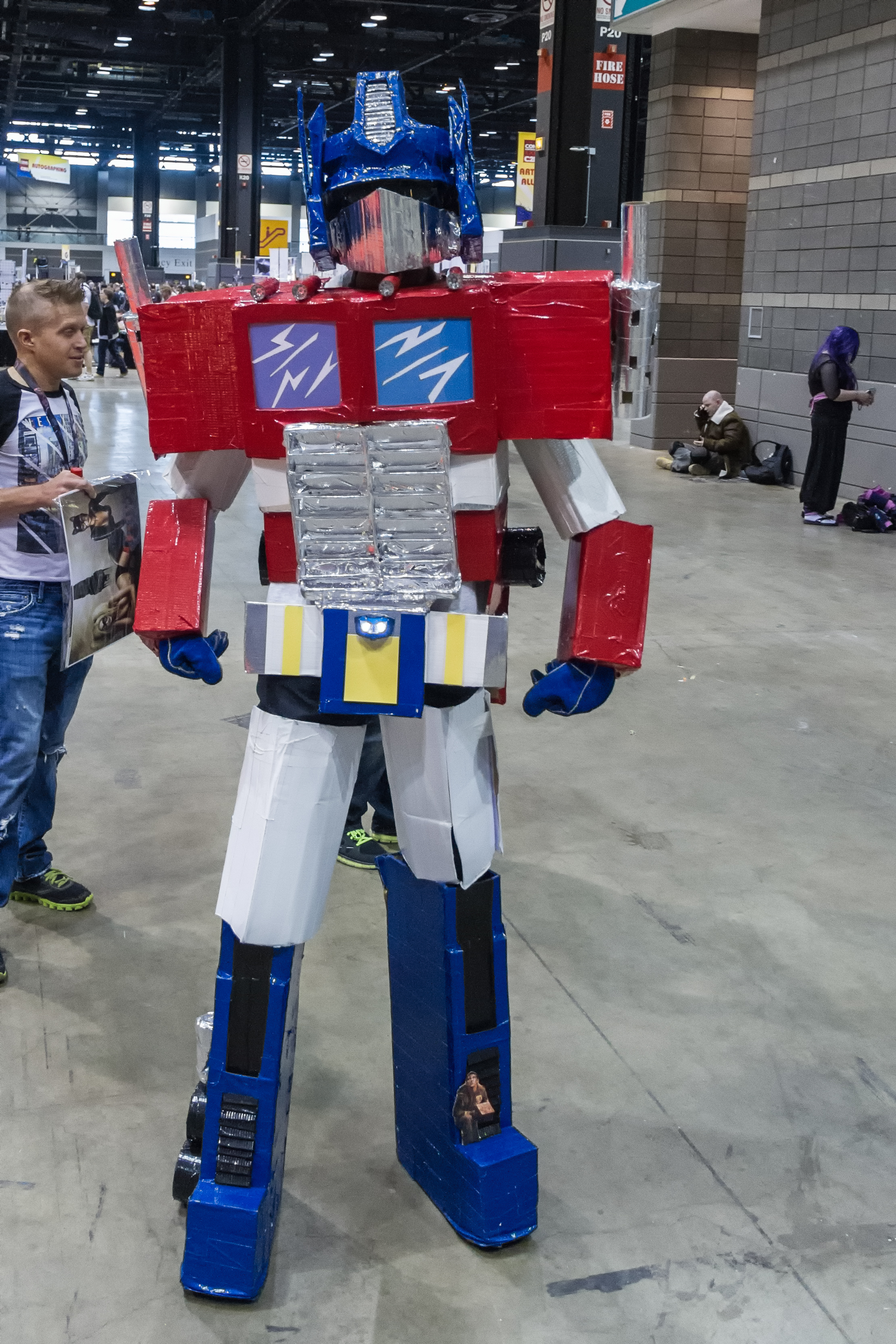

الأمثل الأولي أو أوبتيموس برايم، المعروف في اليابان باسم الشاحنة (كونفوي) (コンボイ Konboi) ، هو شخصية روبوت بطل خارق خيالي من سلسلة فيلم روبوتات الأبطال الخارقين المتحولون. وهو قائد مجموعة الآليين الطيبين Autobots ، وهي مجموعة خيالية من الروبوتات الواعية التي يمكن أن تتحول إلى أشكال أخرى (مثل السيارات والأشياء الأخرى). وهو الأيقونة الأكثر شهرة في فيلم المتحولون، حيث يتم تقديمه بشكل متكرر في الثقافة الشعبية.